# 884
El 884 (DCCCLXXXIV) fou un any de traspàs començat en dimecres del calendari julià.

## Esdeveniments
- Adrià III és elegit papa.[1]
- El Califat Abbàssida dona el seu vistiplau a la restauració del Regne d'Armènia.[2]

## Necrològiques
- 12 de desembre: Carloman II, rei de la Frància Occidental.[3]